# Szabó Dezső (festő)
Szentgyörgyvölgyi Szabó Dezső (Siklós, 1888. december 12. – Szekszárd, 1971. március 4.) festőművész, gimnáziumi tanár.

## Életútja
Szabó Ferenc és Dömötör Julianna fiaként született. Rajztanári oklevelet szerzett, majd ezt követően a budapesti Képzőművészeti Főiskolán tanult. Később Münchenben képezte magát tovább. Mesterei Ferenczy Károly, Kálmán Péter és Franz Stuck voltak. Tanulmányúton járt Németországban és Olaszországban is. Szekszárdon élt, később Budapesten dolgozott. 1911-től a Műcsarnok és a Nemzeti Szalon tárlatain szerepelt naturalista alakos és tájképeivel.1928-ban kitüntető elismerést kapott, 1930-ban Halmos Izidor-díjjal jutalmazták, majd 1931-ben elnyerte a Balló Ede alapítványi-díjat. 1966-ban életmű kiállítást rendeztek számára Szekszárdon.
Felesége Schwend Ilona volt, akivel 1926-ban kötött házasságot Budapesten.